# Парламентські вибори в Нідерландах 1994
Парламентські вибори в Нідерландах відбулися 3 травня 1994 і принесли перемогу Партії праці.
Після чотирьох місяців коаліційних переговорів було сформовано так звану фіолетову коаліцію, що очолив Вім Кок, до складу якої ввійшли соціал-демократична Партія праці, ліберальні партії Демократи 66 та Народна партія за свободу і демократію.

## Результати голосування
| Партія                                 | Фронтмен партії               | Голоси    | %     | Місця | +/-  |
| -------------------------------------- | ----------------------------- | --------- | ----- | ----- | ---- |
| Партія праці                           | Вім Кок                       | 2,151,394 | 23.9  | 37    | - 12 |
| Християнсько-демократичний заклик      | Елко Брінкман                 | 1,995,155 | 22.2  | 34    | - 20 |
| Народна партія за свободу і демократію | Frits Bolkestein              | 1,790,952 | 19.9  | 31    | + 8  |
| Демократи 66                           | Ганс ван Мірло                | 1,390,047 | 15.4  | 24    | + 12 |
| Algemeen Ouderenverbond                | Єт Нейпелс                    | 326,129   | 3.6   | 6     | + 6  |
| Зелені ліві                            | Mohammed Rabbae і Інна Брауер | 311,033   | 3.4   | 5     | - 1  |
| Centrumdemocraten                      | Hans Janmaat                  | 220,621   | 2.4   | 3     | + 2  |
| Reformatorisch Politieke Federatie     | Лін Ван Дейк                  | 158,627   | 1,7   | 3     | + 2  |
| Державна реформатська партія           | Bas van der Vlies             | 155,230   | 1,7   | 2     | - 1  |
| Gereformeerd Politiek Verbond          | Gert Schutte                  | 119,108   | 1,3   | 2     | 0    |
| Соціалістична партія                   | Ян Марійніссен                | 118,738   | 1.3   | 2     | + 2  |
| Союз 55+                               | Бертус Леркес                 | 78,079    | 0.8   | 1     | + 1  |
| Всього                                 |                               | 8,981,556 | 100.0 | 150   |      |